# شينجي كوباياشي (لاعب كرة قدم)
شينجي كوباياشي (باليابانية: 小林 慎二) (مواليد 17 أكتوبر 1963)، هو لاعب كرة قدم سابق كان يلعب كلاعب وسط.

## وصلات خارجية
- شينجي كوباياشي على موقع عالم كرة القدم.نت (الإنجليزية)